# Serghei Covaliov
Serghei Covaliov, född den 14 oktober 1944 i Rumänien, död 16 maj 2011 i Letea, Rumänien, var en rumänsk kanotist.
Han tog OS-guld i C-2 1000 meter i samband med de olympiska kanottävlingarna 1968 i Mexico City.
Han tog OS-silver på samma distans i samband med de olympiska kanottävlingarna 1972 i München.